# Oltner Kabarett-Tage
Die Oltner Kabarett-Tage sind ein alljährlich im Mai in der Schweizer Stadt Olten durchgeführtes Satire- und Kabarett-Festival.
Die ersten Oltner Kabarett-Tage fanden 1986 statt. Organisiert werden die Oltner Kabarett-Tage von der Gesellschaft Oltner Kabarett-Tage, die während des Festivals jeweils den schweizerischen Kabarett-Preis (ein Cornichon) vergibt. Daneben unterstützt sie Künstler und Künstlerinnen zudem fördert sie den Nachwuchs in der Kleintheater- oder Kabarettbranche. 2012 wurde das 1. Oltner Kabarett-Casting veranstaltet.

## Cornichon-Preisträger
- 1988: Elsie Attenhofer[2]
- 1990: Franz Hohler, César Keiser und Margrit Läubli
- 1992: Hanns Dieter Hüsch
- 1994: Georg Kreisler
- 1996: Münchner Lach- und Schießgesellschaft
- 1997: Gerhard Polt
- 1998: Joachim Rittmeyer
- 1999: Osy Zimmermann
- 2000: Mathias Richling
- 2001: Lorenz Keiser
- 2002: Dieter Hildebrandt
- 2003: Magdeburger Zwickmühle
- 2004: Pfannestil Chammer Sexdeet
- 2005: Georg Schramm
- 2006: Martin Buchholz
- 2007: Massimo Rocchi
- 2008: Andreas Thiel
- 2009: Urban Priol
- 2010: Hagen Rether
- 2011: Andreas Vitásek
- 2012: Simon Enzler
- 2013: Knuth und Tucek
- 2014: schön&gut
- 2015: Jochen Malmsheimer
- 2016: Alfred Dorfer
- 2017: Christoph Sieber
- 2018: Schertenlaib & Jegerlehner
- 2019: Max Uthoff
- 2020: Uta Köbernick[3]
- 2021: Andreas Rebers
- 2022: Mike Müller
- 2023: Josef Hader
- 2024: Bänz Friedli[4]
- 2025: Sarah Hakenberg

## Spezialpreis-Preisträger
- 1997: Hans-Ueli von Allmen (Schweizer Cabaret-Archiv)
- 1998: Fredy Heller (Teufelhof Basel)
- 1999: Peter Bissegger und Benno Kälin (Radio DRS Spasspartout)
- 2003: Viktor Giacobbo (Fernseh-Satire Victor’s Programm)
- 2007: Emil Steinberger (Ehrencornichon)
- 2012: Ursus & Nadeschkin (Ehrencornichon)
- 2017: Ohne Rolf (Ehrencornichon)
- 2022: Blues Max (Ehrencornichon)

## Oltner Tanne-Preisträger
- 1988: Sibylle und Michael Birkenmeier
- 1990: Duo PS (Pe Werner + Sybille Rusinger)
- 1992: Kabarett Götterspass
- 1994: Lorenz Keiser